# Iwan Ziłyński
Iwan Ziłyński, właśc. Kowbasa lub Kobasa, imię używane w Polsce Jan, ukr. Іва́н Миха́йлович Зіли́нський, czes. Ivan Zilynskyj (ur. 22 maja 1879 we wsi Krasna w powiecie krośnieńskim (Galicja), zm. 20 kwietnia 1952 w Pradze (Czechosłowacja)) – ukraiński językoznawca, profesor Uniwersytetu Jagiellońskiego i Uniwersytetu Karola w Pradze. Ojciec czesko-ukraińskiego literaturoznawcy i folklorysty Oresta Zilynskiego.

## Życiorys
Urodził się w rodzinie chłopa Mykoły Kowbasy i Anny Ziłyńskiej. Uczęszczał do szkół w rodzinnej wsi, Krośnie, a od 1892 do gimnazjum ukraińskiego w Przemyślu; tu w 1900 uzyskał maturę. W latach 1900–1902 studiował teologię na Uniwersytecie Lwowskim, skąd przeniósł się na wydział filozoficzny Uniwersytetu Wiedeńskiego, gdzie słuchał wykładów z filologii klasycznej, germańskiej i slawistyki (1903–1907). Był uczniem Vatroslava Jagicia, Václava Vondráka, Olafa Brocha. W 1907 w Wiedniu uzyskał doktorat na podstawie rozprawy Entwurf der Phonetik der kleinrussischen Dialekte in Oesterreich-Ungarn. Pracował jako gimnazjalny nauczyciel języka niemieckiego, ukraińskiego i łacińskiego w Brzeżanach, Stanisławowie i Lwowie (1907–1914, 1921–1926). W latach 1922–1924 był wykładowcą w Tajnym Uniwersytecie Ukraińskim we Lwowie.
W czasie I wojny światowej został zmobilizowany do armii austro-węgierskiej (1914–1918), następnie zaciągnął się do armii atamana Symona Petlury (1918–1920).
W roku akademickim 1926/1927 otrzymał stanowisko zastępcy profesora w Seminarium (katedrze) Języków Ruskich Studium Słowiańskiego UJ, którą następnie kierował. W 1931 uzyskał na UJ habilitację na podstawie rozprawy Opis fonetyczny języka ukraińskiego, po czym w 1933 został docentem, a w 1934 profesorem nadzwyczajnym języków ruskich (profesury zwyczajnej, o której nadanie władze UJ zwróciły się do ministra WRiOP w 1938, prawdopodobnie nie otrzymał).
W 1939 został aresztowany w ramach Sonderaktion Krakau, szybko jednak odzyskał wolność. W czasie okupacji był działaczem oficjalnych organizacji ukraińskich: przewodniczącym Rady Naukowej przy Ukraińskim Komitecie Centralnym, kierownikiem Wydawnictwa Ukraińskiego. W 1944 wyjechał do Pragi. Po wojnie został profesorem zwyczajnym slawistyki na Uniwersytecie Karola.
Był członkiem Komisji Językoznawstwa Polskiej Akademii Umiejętności, członkiem zwyczajnym Polskiego Towarzystwa Językoznawczego (w latach 1930–1933 wchodził w skład Zarządu PTJ), Komisji Dialektologii Ukraińskiej Akademii Nauk w Kijowie, członkiem czynnym Towarzystwa Naukowego im. Szewczenki we Lwowie, członkiem zwyczajnym Österreichische Gesellschaft für experimentelle Phonetik w Wiedniu, członkiem International Society of Experimental Phonetics w Londynie oraz Komisji dla badań zagadnień polsko-ukraińskich w Ukraińskim Instytucie Naukowym w Warszawie.

## Działalność naukowa
Zainteresowania naukowe Iwana Ziłyńskiego obejmowały zasadniczo dialektologię, fonetykę i fonologię gwar ukraińskich oraz języka literackiego. Badania terenowe nad żywym językiem ukraińskim rozpoczął jeszcze w czasie studiów filologicznych, głównie dzięki poznaniu norweskiego slawisty Olafa Brocha. W 1911 wziął udział w zorganizowanej przez Imperatorską Akademię Nauk w Petersburgu ekspedycji naukowej, której celem było zbadanie mowy ludu Prawobrzeżnej Ukrainy. Badań terenowych nie przerwał nawet w czasie odbywania służby wojskowej i kontynuował je jako profesor UJ. Opublikował m.in.:
- Дещо з фонетики українських говорів, „Січ” (Lwów) 1908.
- Проба упорядкування українських говорів, „Записки наукового товариства ім. Шевченка”, Lwów 1913.
- Львів чи Заблудів? У справі ґенези перехідного заблудівського говору на українсько-білоруському пограніччі, „Стара Україна” (Lwów) 1924.
- Małoruskie (ukraińskie) dialekty na mapie Moskiewskiej Dialektologicznej Komisji, „Rocznik Slawistyczny” 1925.
- До питання про діалектологічну класифікацію українських говорів, „Записки наукового товариства ім. Шевченка”, Lwów 1926.
- Samogłoski nosowe w gwarze wsi Krasna w powiecie krośnieńskim, „Prace Filologiczne” 1927.
- Так зване „sandhi” в українській мові, [w:] Symbolae grammaticae in honorem Ioannis Rozwadowski, Kraków 1928.
- З фонетичних студій. У справі лябіялізації та веляризації в українській і в декотрих інших слов'янських мовах, „Lud Słowiański” 1930.
- Ukraińskie spółgłoski wargowe w porównaniu z polskiemi i rosyjskiemi, „Prace Filologiczne” 1931.
- Opis fonetyczny języka ukraińskiego, Kraków: Nakładem Polskiej Akademji Umiejętności, 1932. 
  - (tłumaczenie na język angielski: Ivan Zilyns'kyj, A phonetic description of the Ukrainian language, transl. and rev. according to the author's emendations by Wolodymyr T. Zyla and Wendell M. Aycock, Cambridge, Mass.: Harvard Ukrainian Research Institute, 1979).
- Карта українських говорів с поясненнями в українській, польській та французькій мові, Warszawa 1933.
- Лемківська говірка села Явірок, „Lud Słowiański” 1934.
- Взаємовідносини між українською та польською мовою, „Записки наукового товариства ім. Шевченка”, Lwów 1937.
- Питання про лемківсько-бойківську мовну границю, „Lud Słowiański” 1937.
- Границі бойківського говору, „Літопис Бойківщини” (Sambor) 1938.
- Географія української мови, [w:] Географія українських і сумежних земель, опрац. і зред. В. Кубійович, Lwów–Kraków 1938 (wyd. II – 1943).
- Український правопис, Kraków 1941, 1942, 1943 (4 wydania, od 3. rozszerzone).
- W latach 1931, 1933, 1936, 1937 publikował w krakowskim „Roczniku Slawistycznym” (t. X–XIII) omówienia bibliograficzne prac językoznawczych, wydrukowanych w języku ukraińskim w latach 1929–1936.
  - W 1975 ukazały się Studia nad dialektologią ukraińską i polską (z materiałów b. katedry języków ruskich UJ), opracowane i przygotowane do druku przez Mieczysława Karasia („Zeszyty Naukowe UJ” nr CCCLXXVI: Prace językoznawcze, zeszyt 44).
  - W 2008 w Gorlicach nakładem Zjednoczenia Łemków (Об'єднання лемків) ukazał się wybór prac językoznawczych Ziłyńskiego, dotyczących Łemkowszczyzny: Праці про говірки Лемківщини (від Попраду до Ослави), вступ та ред. Михайло Лесів, зібрав і до друку підгот. Володимир Пилипович.
  - W 2008 wydano korespondencję Ziłyńskiego z ukraińskim językoznawcą Iwanem Pańkewyczem: Листування Івана Зілинського з Іваном Панькевичем (1913–1951), упоряд., вступна ст., прим. М. Мушинка, Nowy Jork–Preszów: Наукове товариство ім. Шевченка в Америці, Наукове товариство ім. Шевченка у Словаччині, Асоціація україністів Словаччини, 2008[7].

## Upamiętnienie
- Życiorys oraz opis badań fonologicznych i dialektologicznych Ziłyńskiego zawiera broszura: К. Кисілевський, Іван Зілинський, Winnipeg: УВАН, 1962.
- W 1994 ukazał się zadedykowany Ziłyńskiemu tom prac przygotowanych do druku na 60-lecie jego urodzin i 30-lecie pracy naukowej w 1939 (wówczas nie wydany): Збірник пам'яті Івана Зілинського (1879–1952). Спроба реконструкції втраченого ювілейного збірника з 1939 р., ред. Юрій Шевельов, Олекса Горбач, Микола Мушинка, Nowy Jork–Paryż–Sydney–Toronto–Lwów: ВЦ НТШ.